# أوسيبيو تيودور
أوسيبيو يوليان تيودور (مواليد 1 يوليو 1974) هو مدرب كرة قدم روماني محترف ولاعب سابق، وهو حاليًا مسؤول عن أحد نوادي دوري الدرجة الثانية الروماني.

## الأوسمة

### كلاعب
- دوري الدرجة الثانية الروماني: موسم 2002–03

## روابط خارجية
- أوسيبيو تيودور على موقع كرة القدم العالمية
- أوسيبيو تيودور على موقع معرف قاعده بيانات كرة القدم
- أوسيبيو تيودور على موقع معرف بارابوك